# Alan Heeger
Alan Jay Heeger (ur. 22 stycznia 1936 w Sioux City, Iowa, Stany Zjednoczone) – amerykański fizyk, profesor fizyki w Uniwersytecie Kalifornijskim w Santa Barbara, noblista.
Razem z Alanem MacDiarmidem i Hideki Shirakawą został w 2000 roku uhonorowany Nagrodą Nobla w dziedzinie chemii – za pracę dotyczącą polimerów przewodzących.